# Çavdır
Çavdır est une ville et un district de la province de Burdur dans la région méditerranéenne en Turquie.